# Valka-Lager
Das Valka-Lager war ein bedeutender Ort zur Unterbringung heimatloser Ausländer, den sogenannten Displaced Persons (DPs), in Nürnberg-Langwasser. Nach dem Ende des Zweiten Weltkriegs wurde 1946 das Gelände des ehemaligen Kriegsgefangenenlagers durch die Nothilfe- und Wiederaufbauverwaltung der Vereinten Nationen (UNRRA) in dieses Ausländerlager umgewandelt. Der Name kommt von der durch den Ersten Weltkrieg in zwei Teile geteilten lettisch-estnischen Grenzstadt Valka. Das Valka-Lager war mit zeitweise fast 4.000 Menschen aus dreißig Nationen die größte derartige Einrichtung Bayerns.

## Verlauf
Anfangs hielten sich vor allem Letten und Esten in diesen von amerikanischen Streitkräften zur Verfügung gestellten Unterkünften auf. Viele von ihnen wanderten bis 1947 in die USA aus. Die Nachfolgeorganisation der UNRRA übergab das „Valka-Lager“, in dem sich mittlerweile nach dem Auszug der baltischen Lager-Insassen vor allem sogenannte National-Tschechen aufhielten. Obwohl eigentlich ab Mitte 1947 keine Neuankömmlinge mehr als DPs anerkannt wurden, machte die US-Besatzungsbehörde für diese, „die im Frühjahr 1948 aufgrund der Staatskrise in der Tschechoslowakischen Republik in die amerikanische Zone Deutschlands gelangt waren“, eine Ausnahme und verlieh ihnen den DP-Status, „der ihnen eine bessere Versorgung unter der Obhut der IRO sowie eine Unterbringung in IRO-Lagern gewährleistete“.  „Ende 1949 befanden sich bereits 1.300 Tschechen im »neuen« Valka-Lager, das nun offiziell »Regierungslager für heimatlose Ausländer« hieß.“
Nachdem im Oktober 1949 in die Verwaltung der neu gegründeten deutschen Flüchtlingsbehörden übergegangen waren, bemühten diese sich mit Unterstützung der amerikanischen Behörden um eine Verteilung der Lagerinsassen in andere Bundesländer. Im Laufe des Jahres 1950 wurden so etwa 600 National-Tschechen in das hessische Babenhausen verlegt, während das Valka-Lager noch bis 1954 als „Regierungslager für heimatlose Ausländer“ geführt und hauptsächlich von Flüchtlingen aus den sozialistischen Ländern Osteuropas bewohnt wurde.
Insbesondere die hohe Kriminalitätsrate der in aller Regel arbeitslosen Bewohner sorgte für große Probleme im Lager und beschäftigte die Nürnberger Stadtverwaltung. Obwohl es Proteste gab, wurde das Lager in den Jahren 1950/51 um eine Reihe von Steinbaracken erweitert, um weitere 1.600 Ausländer aus anderen Orten Bayerns unterzubringen.
Mit der Genfer Konvention wurde im Jahr 1953 die Bundesdienststelle für die Anerkennung ausländischer Flüchtlinge, heute das Bundesamt für Migration und Flüchtlinge, gegründet. Auch die rund 40 Mitarbeiter des Bundesamtes wohnten zu Beginn im Valka-Lager. Ein Teil des Lagers wurde zum mit einer Betonmauer umgebenen „Bundessammellager für Ausländer“ gemacht. In diesem Teilbereich wurden alle im Bundesgebiet festgestellten illegalen Ausländer untergebracht.
Das Valka-Lager wurde im Mai 1960 geschlossen und die verbliebenen Flüchtlinge in der ehemaligen Polizeikaserne von Zirndorf untergebracht.

## Literarische Rezeption
Im 5. Kp. des autobiographisch geprägten Romans Die gläserne Stadt von Natascha Wodin schildert die Ich-Erzählerin ihre Kindheit im  „Walka-Lager“ Nürnberg.